# Aranda de Duero
Aranda de Duero és un municipi de la província de Burgos, a la comunitat autònoma de Castella i Lleó. Al seu terme se situa l'antic municipi de La Aguilera, on morí sant Pere Regalat.

## Entorn geogràfic

### Ubicació
La ciutat d'Aranda de Duero s'ubica al Sud de la província de Burgos, a 79 km de la capital, en la comunitat autònoma de Castella y Lleó (Espanya). Pertany a la comarca de la Ribera del Duero. Les coordenades de la ciutat són latitud: 41° 39′00 N, longitud : 3º 42'00 0, té una extensió de 127 km² i es troba a 798 metres per sobre del nivell del mar segons l'Institut Geogràfic Nacional. Té una població de 31.940 habitants (INE 2007), és la tercera ciutat més poblada de la província després de Burgos i Miranda de Ebro.
Les ciutats de Burgos, Palencia i Valladolid es troben dins un radi d'uns 95 km.

### Hidrografia
La vila és travessada pel riu Duero. A més, al terme municipal desemboquen els seus afluents  Arandilla i Bañuelos.

### Clima
Amb una altitud mitjana per sobre el nivell del mar de 789 m., Aranda posseeix un clima mediterrani de fort caràcter continental. Les temperatures màximes a l'estiu varien entre 30 y 35 °C durant el dia; la temperatura nocturna mínima és més agradable, entre 20 y 22 °C al juliol. Durant l'hivern les temperatures màximes oscil·len entre 8 i 12 °C; les mínimes por la nit entre 5 i 0 °C.

## Història

### Edat mitjana
Els orígens d'Aranda de Duero es remunten al segle x, amb la repoblació cristiana després de la Reconquesta. Aranda aconsegueix identitat a partir del segle xiii, data en què depèn de Sancho IV, de la corona de Castella. Durant el regnat de Pere I el Cruel i Enric IV continua obtenint privilegis gràcies a la seva condició de vila reial.
Durant els segles XV i XVI, la vila adquireix un gran esplendor, fet que es demostra amb els importants edificis que es van construir a l'època, com la portada de l'església de Santa Maria o nombroses cases senyorials.

### Edat Moderna
El segle xviii, durant la monarquia dels Borbons, Aranda de Duero es consolida com a vila reial. Aquest segle i el següent, amb la incipient tradició agrícola i vinícola i amb la construcció del ferrocarril, la zona reactiva la seva economia i adquireix un important renom a nivell nacional. En el pla econòmic és especialment coneguda per la qualitat dels seus vins D.O. Ribera del Duero.

## Fills il·lustres
- Antonio Baciero (1936) pianista.

## Administració
En 2007, l'alcalde del municipi és Luis Briones Martínez, del PSOE, qui ocupa el càrrec des de 2007. A les eleccions municipals de 2007, dels 21 regidors a elegir, el PSOE n'obtingué 9, el Partit Popular 9, Izquierda Unida 2 i Tierra Comunera 1 regidor.
| Període      | Nom de l'alcalde/-essa                                             | Partit polític | Data de possessió |
| ------------ | ------------------------------------------------------------------ | -------------- | ----------------- |
| 1979 - 1983  | Ricardo García García-Ochoa                                        | UCD            | 19/04/1979        |
| 1983 - 1987  | Leonisa Ull Laita / Rafael de las Heras Niño /Porfirio Abad Raposo | PSOE / AP      | 28/05/1983        |
| 1987 - 1991  | Ricardo García García-Ochoa                                        | CDS            | 30/06/1987        |
| 1991 - 1995  | Leonisa Ull Laita                                                  | PSOE           | 15/06/1991        |
| 1995 - 1999  | Javier Arecha Roldán                                               | PP             | 17/06/1995        |
| 1999 - 2003  | Luis Briones Martínez                                              | PSOE           | 03/07/1999        |
| 2003 - 2007  | Ángel Guerra García                                                | PP             | 14/06/2003        |
| 2007 - 2011  | Luis Briones Martínez                                              | PSOE           | 16/06/2007        |
| 2011 - 2015  | n/d                                                                | n/d            | 11/06/2011        |
| 2015 - 2019  | n/d                                                                | n/d            | 13/06/2015        |
| 2019 - 2023  | n/d                                                                | n/d            | 15/06/2019        |
| Des del 2023 | n/d                                                                | n/d            | 17/06/2023        |

## Coves subterrànies de vi a Aranda de Duero

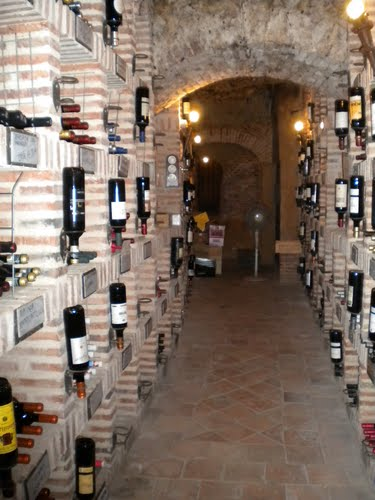
Ampolles de vi en una cova de vi subterrànies a Aranda de Duero
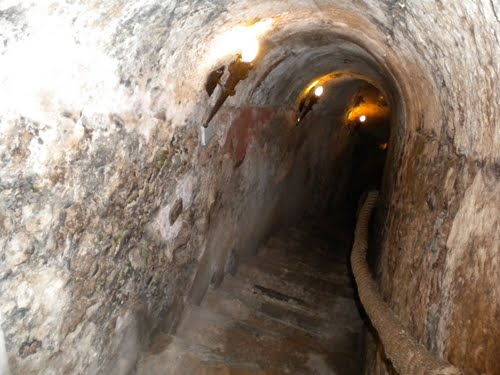
Les escales tallades a la roca en una cova subterrània de vi a Aranda de Duero
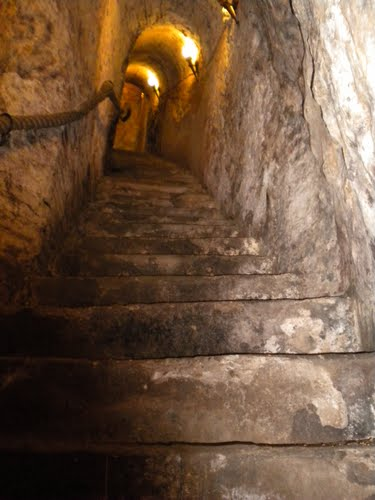
Les escales tallades a la roca en una cova subterrània de vi a Aranda de Duero
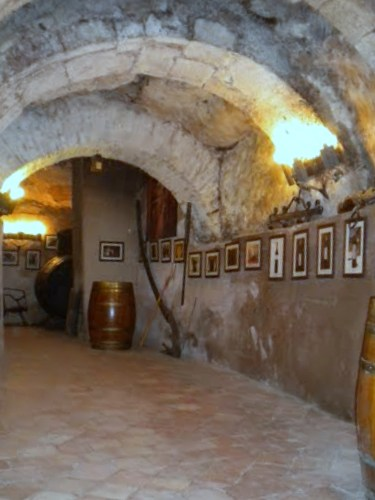
Vi d'emmagatzematge en una cova de vi subterrani a Aranda de Duero
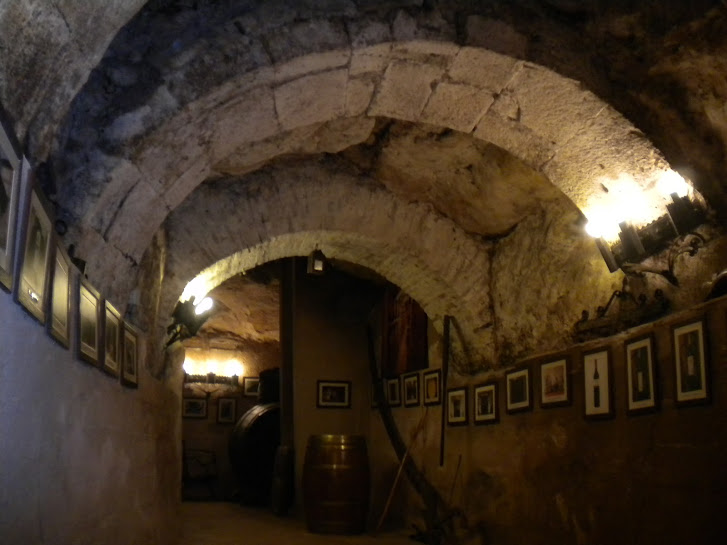
Vi d'emmagatzematge en una cova de vi subterrani a Aranda de Duero

## Sonorama
Sonorama (des de 2008 Sonorama-Ribera) és un festival de música que se celebra en un poble prop de Burgos, Aranda de Duero des de l'any 1998. Està organitzat per l'associació cultural, i sense ànim de lucre, Art de Troya, a mitjan agost de cada any.